# Premio svedese per la letteratura gialla
Il Premio svedese per la letteratura gialla (Bästa svenska kriminalroman) è un premio letterario svedese assegnato al miglior romanzo di genere giallo.
Istituito nel 1982, è amministrato dalla "Svenska Deckarakademin" (Accademia svedese degli scrittori gialli), fondata nel 1971 per favorire la diffusione del genere noir premiando il miglior autore svedese, il migliore esordiente e il miglior autore straniero (tramite il Martin Beck Award).

## Albo d'oro miglior romanzo[4]
| Anno | Autore                | Titolo originale                | Traduzione italiana                 |
| ---- | --------------------- | ------------------------------- | ----------------------------------- |
| 1982 | Leif G. W. Persson    | Samhällsbärarna                 |                                     |
| 1983 | Ulf Durling           | Lugnet efter stormen            |                                     |
| 1984 | Staffan Westerlund    | Svärtornas år                   |                                     |
| 1985 | Jean Bolinder         | För älskarns och mördarns skull |                                     |
| 1986 | Staffan Westerlund    | Större än sanningen             |                                     |
| 1987 | Olov Svedelid         | Barnarov                        |                                     |
| 1988 | Jan Guillou           | I nationens intresse            |                                     |
| 1989 | Kjell-Olof Bornemark  | Skyldig utan skuld              |                                     |
| 1990 | Jean Bolinder         | Dödisgropen                     |                                     |
| 1991 | Henning Mankell       | Mördare utan ansikte            | Assassino senza volto               |
| 1992 | Gösta Unefäldt        | Polisen och mordet i stadshuset |                                     |
| 1993 | Kerstin Ekman         | Händelser vid vatten            | Il buio scese sull'acqua            |
| 1994 | Håkan Nesser          | Borkmanns punkt                 | Il commissario cade in trappola     |
| 1995 | Henning Mankell       | Villospår                       | La falsa pista                      |
| 1996 | Håkan Nesser          | Kvinna med födelsemärke         | Una donna segnata                   |
| 1997 | Åke Edwardson         | Dans med en ängel               | Il passo della morte                |
| 1998 | Inger Frimansson      | God natt min älskade            |                                     |
| 1999 | Sven Westerberg       | Guds fruktansvärda frånvaro     |                                     |
| 2000 | Aino Trosell          | Om hjärtat ännu slår            |                                     |
| 2001 | Åke Edwardson         | Himlen är en plats på jorden    | Il cielo è un posto sulla terra     |
| 2002 | Kjell Eriksson        | Prinsessan av Burundi           | La principessa del Burundi          |
| 2003 | Leif G. W. Persson    | En annan tid, ett annat liv     | Un altro tempo, un'altra vita       |
| 2004 | Åsa Larsson           | Det blod som spillts            | Il sangue versato                   |
| 2005 | Inger Frimansson      | Skuggan i vattnet               |                                     |
| 2006 | Stieg Larsson         | Flickan som lekte med elden     | La ragazza che giocava con il fuoco |
| 2007 | Håkan Nesser          | En helt annan historia          | Era tutta un'altra storia           |
| 2008 | Johan Theorin         | Nattfåk                         | La stanza più buia                  |
| 2009 | Roslund/Hellström     | Tre sekunder                    | Tre secondi                         |
| 2010 | Leif G. W. Persson    | Den döende detektiven           | L'ultima indagine                   |
| 2011 | Arne Dahl             | Viskleken                       | Brama                               |
| 2012 | Åsa Larsson           | Till offer åt Molok             | Sacrificio a Moloch                 |
| 2013 | Christoffer Carlsson  | Den osynlige mannen från Salem  |                                     |
| 2014 | Tove Alsterdal        | Låt mig ta din hand             | Quella gelida notte a Stoccolma     |
| 2015 | Anders de la Motte    | Ultimatum                       |                                     |
| 2016 | Malin Persson Giolito | Störst av allt                  | Sabbie mobili                       |
| 2017 | Camilla Grebe         | Husdjuret                       | Animali nel buio                    |
| 2018 | Stina Jackson         | Silvervägen                     | Ghiaccio e argento                  |
| 2019 | Camilla Grebe         | Skuggjägaren                    |                                     |
| 2020 | Tove Alsterdal        | Rotvälta                        |                                     |
| 2021 | Åsa Larsson           | Fädernas missgärningar          | Le colpe dei padri                  |
| 2022 | Sara Strömberg        | Skred                           |                                     |

## Albo d'oro miglior romanzo di esordio
| Anno | Autore                         | Titolo originale                    | Traduzione italiana     |
| ---- | ------------------------------ | ----------------------------------- | ----------------------- |
| 1971 | Ulf Durling                    | Gammal ost                          |                         |
| 1974 | Valter Unefäldt                | Råttan på repet                     |                         |
| 1976 | Tomas Arvidsson                | Enkelstöten                         |                         |
| 1982 | Kjell-Olof Bornemark           | Legat till en trolös                |                         |
| 1985 | Mats Tormod                    | Movie                               |                         |
| 1990 | Hans Lamborn Gunnar Ohrlander  | Den röda slöjan Downwind            |                         |
| 1991 | Olle Häger                     | Bandyspelaren som försvann i Gambia |                         |
| 1993 | Håkan Nesser                   | Det grovmaskiga nätet               | La rete a maglie larghe |
| 1995 | Åke Edwardson                  | Till allt som varit dött            |                         |
| 1997 | Lennart Lundmark               | Den motsträvige kommissarien        |                         |
| 1998 | Liza Marklund                  | Sprängaren                          | Delitto a Stoccolma     |
| 1999 | Kjell Eriksson                 | Den upplysta stigen                 |                         |
| 2001 | Eva-Marie Liffner Åke Smedberg | Camera Försvinnanden                |                         |
| 2002 | Tove Klackenberg               | Påtaglig risk att skada             |                         |
| 2003 | Åsa Larsson                    | Solstorm                            | Tempesta solare         |
| 2006 | Karin Alfredsson               | 80 grader från varmvattnet          |                         |
| 2007 | Johan Theorin                  | Skumtimmen                          | L'ora delle tenebre     |
| 2008 | Ingrid Hedström                | Lärarinnan i Villette               |                         |
| 2009 | Olle Lönnaeus                  | Det som ska sonas                   |                         |
| 2010 | Anders de la Motte             | Geim                                | Il gioco                |
| 2012 | Lars Pettersson                | Kautokeino, en blodig kniv          |                         |
| 2013 | Thomas Engström                | Väster om friheten                  |                         |
| 2015 | Sara Lövestam                  | Sanning med modifikation            |                         |
| 2017 | Niklas Natt och Dag            | 1793                                | 1793                    |
| 2019 | Malin Thunberg Schunke         | Ett högre syfte                     |                         |
| 2020 | Maria Grund                    | Dödssynden                          |                         |
| 2021 | Sara Strömberg                 | Sly                                 |                         |
| 2022 | Ulf kvensler                   | Sarek                               |                         |